# Swagg Man
Ne doit pas être confondu avec SWAG ou Swagger.
Swagg Man, de son vrai nom Iteb Zaibet né le 23 décembre 1986 à Nice, est un rappeur franco-tunisien.
Impliqué dans plusieurs affaires d'escroquerie ou d'abus de confiance, il est condamné en février 2023 par un tribunal tunisien — après plusieurs épisodes judiciaires — à un an de prison ferme pour chacune des vingt affaires où il était mis en cause.

## Biographie
Iteb Zaibet naît à Nice de parents immigrés tunisiens. Il possède la double nationalité franco-tunisienne.
Il poste le 21 août 2009 sa première vidéo sur YouTube, dans laquelle il se met en scène avec 20 000 € en espèces, gagnés pour avoir été DJ d'une soirée à Dubaï.
En septembre 2015, il épouse Lolita Rebulard à Miami Beach, dont il se dit depuis séparé.
En 2022, il vit à Miami.
En mars 2023, il annonce renoncer à sa nationalité tunisienne en raison de sa condamnation à 20 ans de prison en Tunisie.

## Discographie
Son premier album intitulé Swagg Man Posey sort le 27 juin 2014. En décembre 2014, dans un entretien, il dit : « Je n’ai pas réussi ma vie en tant que rappeur. J’ai réussi ma vie en tant que Rayan, la personne que je suis. »
Il popularise le terme "Posey", top 10 des termes tendances en 2014 en modifiant l'orthographe de plusieurs mots avec le suffixe "-ey". On peut par exemple observer cet effet de style dans la phrase « Je suis posey »,,,.
Son single Billey a fini à la 189e place des singles Fusionnés pour la 20e semaine de 2014 sur la French Singles Chart. Vice lui consacre un article, le comparant notamment à Fatal Bazooka qui a connu un succès similaire. L'article remarque que, pour du rap parodique, son niveau est extrêmement proche des autres rappeurs, et s'inquiète ainsi de la baisse de qualité du rap contemporain. Le 31 décembre 2015, il annonce un arrêt de sa carrière musicale.

### Albums
| Année | Album           | Meilleurs positions | Meilleurs positions |
| Année | Album           | BEL (Wa)            | FRA                 |
| ----- | --------------- | ------------------- | ------------------- |
| 2014  | Swagg Man Posey | –                   | –                   |
| 2015  | MST             | 165                 | 179                 |

### Singles
| Année | Album      | Meilleurs positions | Meilleurs positions |
| Année | Album      | BEL (Wa)            | FRA                 |
| ----- | ---------- | ------------------- | ------------------- |
| 2014  | Billey     | –                   | 189                 |
| 2014  | Ma Bentley | –                   | 182                 |
| 2014  | Savent-ils | –                   | 199                 |

Autres titres
- Hotel
- F****n Tonight
- Black Card[19]
- Suicidey
- J'ai pas le temps[20]
- Avortey
- Posey
- Kiffey
- Get Money
- Lambo
- Tu Es Fan
- Impressionnant
- Crois En Tes Rêves
- Candy Girl
- Siliconey
- La Cess
- Savent-ils[21]
- 5alina n3ichou[22]
- Deconney
- Lila Zina

## Style

### Physique
Il a le logo de Louis Vuitton tatoué sur sa tête,.

## Affaires judiciaires

### En Tunisie
Le 29 avril 2019, le pôle judiciaire financier tunisien émet une interdiction de voyager à Swagg Man : il est soupçonné de blanchiment d'argent après qu'il a fait un virement de 17 millions de dinars tunisiens depuis la Suisse. La justice suisse de Lugano estime que l'origine des fonds provient de l'escroquerie de la Raiffeisen Bank,. Le rappeur explique que cet argent servira à l'investissement d'un hôtel en Tunisie, à la construction d'une mosquée ainsi que d'un centre pour les orphelins,,.
Le 2 juillet 2020, en plus des affaires précédentes, de nouvelles plaintes sont déposées à son encontre. Toujours en détention à la maison d'arrêt de Mornaguia, en attente de jugement, la chambre correctionnelle du tribunal de première instance de Tunis réexamine plusieurs nouvelles affaires d'escroquerie. L'avocat du rappeur demande le report pour pouvoir examiner le dossier et pour faire appel à un traducteur. Le Tribunal accède à cette demande et fixe le procès au 22 octobre 2020.
En mars 2022 s'ouvre à Tunis un procès contre le rappeur de 1,5 million d'euros contre des fans,. Le 10 mai 2022, Zaibet et sa compagne sont reconnus coupables d'abus de confiance à l'encontre d'un couple d'industriels franco-tunisien et condamnés par contumace à trois ans de prison.
Le 4 avril 2021, il est condamné, en première instance, à cinq ans de prison ferme et 30 000 euros d'amende pour suspicion d'escroquerie et blanchiment d’argent par la justice tunisienne. Le 26 juin 2021, il est libéré sous caution de 60 000 euros, sur la base de documents que des journalistes d'investigation du site Al Qatiba disent falsifiés. Le 14 janvier 2022, la cour d'appel de Tunis prononce un non lieu en sa faveur pour l'accusation de blanchiment d'argent, estimant qu'il n'avait pas connaissance de l'origine des fonds,. Ce jugement est annulé en janvier 2023 par la cour de cassation, qui renvoie Iteb Zaibet devant la chambre de Tunis spécialisée dans la corruption financière. Bien que ses conseils aient plaidé que le tribunal de Nanterre a conclu à un non-lieu dans cette affaire en février 2022, cette cour tunisienne le condamne le 22 février 2023 à un an de prison ferme pour chacune des vingt affaires d'escroquerie dont il est jugé coupable (vingt ans au total),.

### En France
Le 29 janvier 2025, Swagg Man est mis en examen par le parquet de Nanterre pour escroquerie en bande organisée, faux et blanchiment aggravé, à l’issue d’une enquête menée par la Brigade de répression de la délinquance astucieuse (BRDA),. Il est placé en détention provisoire par une juge d’instruction du tribunal judiciaire de Nanterre. Il est soupçonné d’avoir détourné 1,8 million d’euros à un couple entre 2020 et 2022, en leur promettant de faux investissements dans l’immobilier et les cryptomonnaies. D'autres victimes portent également plainte, certaines affirmant avoir perdu jusqu’à 25 000 euros.
Le 8 avril 2025, la chambre de l'instruction de la cour d'appel de Versailles rejette sa demande de remise en liberté, confirmant son maintien en détention provisoire,.
Cependant, le 25 juin 2025, sa mise en examen et sa détention sont annulées, pour une question de compétence territoriale : le tribunal de Nanterre n’était pas habilité à instruire l’affaire, Swagg Man ne résidant plus à l’adresse mentionnée dans la plainte. Ce détail administratif suffit à invalider toute l’instruction, dont les actes sont annulés. Les plaintes restent valables, mais la procédure devra, si elle reprend, repartir de zéro devant une autre juridiction,.
Il reste toutefois mis en examen dans un autre dossier pour escroquerie et abus de confiance.